# Rivista di Archeologia
Die Rivista di Archeologia (RdA) ist eine archäologische Fachzeitschrift, die von der Università Ca’ Foscari in Venedig herausgegeben wird und jedes Jahr im September erscheint. Sie wurde 1978 von Gustavo Traversari gegründet. Spätere Direktoren waren Filippo Maria Carinci und Adriano Maggiani, beide von der venezianischen Università Ca’ Foscari. Direktor ist seit 2019 Sauro Gelichi, condirettore ist Luigi Sperti.
Die Rivista veröffentlicht Fachaufsätze in italienischer, aber auch in französischer, englischer, deutscher und spanischer Sprache. Dabei deckt sie archäologische, historische und kunsthistorische Themen zur etruskischen und italischen Welt ebenso ab, wie zur griechischen, römischen und frühmittelalterlichen. Daneben birgt sie Rezensionen und Bibliographisches. Alle Beiträge werden einem Peer-Review unterzogen.